# Carlos González Cepeda
Carlos González Cepeda   (Alcázar de San Juan, 1949 - València, 19 de març de 2025) va ser un empresari i polític valencià d'origen castellà.

## Biografia
Carlos González Cepeda era llicenciat en Ciències Econòmiques i Empresarials per la Universitat Complutense de Madrid i treballà com a funcionari de l'Estat en rang d'Auditor Censor de Comptes i també com a assessor fiscal.
Fou diputat a les Corts Valencianes entre 1991 i 1996 pel Partit Popular. Ocupà diversos càrrecs a l'administració valenciana com el de president del Consell Assessor de Radiotelevisió Valenciana, delegat del Govern a la Comunitat Valenciana entre el maig de 1996 fins a l'any 2000, quan és designat Conseller de Justícia i Administracions Públiques pel president de la Generalitat Valenciana, Eduardo Zaplana.
Quan abandonà el càrrec de conseller, el juliol de 2003, s'incorporà a l'activitat empresarial ocupant càrrecs de responsabilitat a diferents empreses com AUMAR (Autopista de la Mediterrània), Pobla Marina - Explotaciones Marítimas de Levante (empresa concesionària del port esportiu de la Pobla de Farnals (l'Horta Nord); i també fou conseller delegat de Programación de Inversiones Urbanísticas SA, empresa immobiliària. Grupo Erre Ingeniería, una empresa relacionada amb el món de la construcció i de la què González Cepeda fou administrador, va entrar en un procés de suspensió de pagaments.